# Josef Hovenjürgen

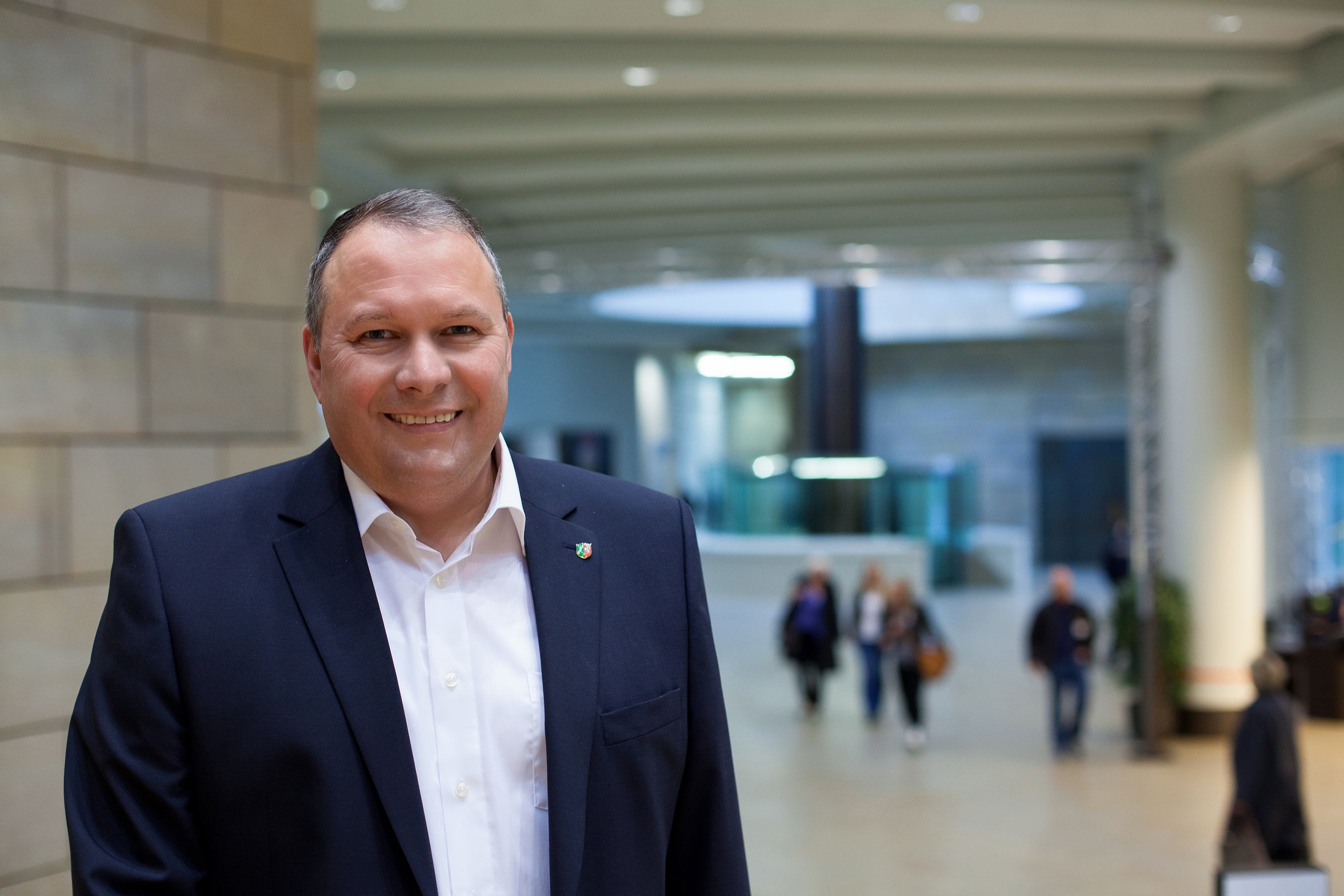
Josef Hovenjürgen (2014)

Josef Hovenjürgen (* 10. Januar 1963 in Haltern) ist ein deutscher Politiker der CDU. Er ist seit 1999, mit einer Unterbrechung von 2000 bis 2002, Mitglied des Landtags von NRW und war von 2018 bis 2022 Generalsekretär der CDU Nordrhein-Westfalen. Seit dem 29. Juni 2022 ist er Parlamentarischer Staatssekretär im Ministerium für Heimat, Kommunales, Bau und Digitalisierung des Landes Nordrhein-Westfalen.

## Leben
Hovenjürgen machte im Jahr 1978 den Hauptschulabschluss und absolvierte in der Folge eine Ausbildung zum Landwirt, die er 1981 abschloss. Im Jahr 1978 übernahm er auch den elterlichen Betrieb, nachdem sein Vater verstorben war. Im Jahr 1990 machte er die Prüfung zum Gesundheitsaufseher. Von 1987 an war er bis 1999 als Angestellter bei der Kreisverwaltung Recklinghausen tätig.

## Politik
Hovenjürgen ist seit 1983 Mitglied der CDU. Er war in verschiedenen Funktionen bei der Jungen Union und der CDU auf Ortsverbands-, Stadtverbands- und Kreisverbandsebene tätig. Er war von 2005 bis zum 9. November 2018 Vorsitzender des CDU-Kreisverbandes Recklinghausen. Aufgrund seiner Aufgaben als Generalsekretär der CDU-NRW gab er sein Amt als Kreisvorsitzender ab.  Außerdem war er von 2002 bis 2006 stellvertretender Vorsitzender des Bezirksverbandes Ruhrgebiet. Hovenjürgen rückte erstmals am 5. August 1999 für die Abgeordnete Karin Hussing in den Landtag von Nordrhein-Westfalen nach. Bei der Landtagswahl 2000 konnte er sich aber nicht durchsetzen und schied aus dem Parlament aus. Nach dem Ausscheiden des Abgeordneten Laurenz Meyer rückte Hovenjürgen am 1. November 2002 erneut ins Parlament nach und konnte bei der nachfolgenden Landtagswahl 2005 das Direktmandat im Wahlbezirk Recklinghausen IV gewinnen. 2010 gewann er den Wahlkreis nochmals. Bei der Landtagswahl in Nordrhein-Westfalen 2012 verlor Hovenjürgen sein Direktmandat, zog aber dennoch über die Reserveliste erneut in den Landtag ein.
Bei den Kommunalwahlen 2009 in Nordrhein-Westfalen kandidierte Hovenjürgen erfolglos als Landrat für den Kreis Recklinghausen. Er unterlag Cay Süberkrüb (SPD).
Von Juli 2010 bis Juli 2017 war er stellvertretender Vorsitzender sowie von Oktober 2015 bis Juli 2017 Energiepolitischer Sprecher der CDU Nordrhein-Westfalen. Bei der Landtagswahl in Nordrhein-Westfalen 2017 holte Hovenjürgen mit 41,2 Prozent das Direktmandat für die CDU im Landtagswahlkreis 72/Recklinghausen IV zurück. Er ist ordentliches Mitglied im Ältestenrat und im Unterausschuss Bergbausicherheit, dazu stellvertretendes Mitglied im Ausschuss für Umwelt, Landwirtschaft, Natur- und Verbraucherschutz sowie im Ausschuss für Wirtschaft, Energie und Landesplanung.
Hovenjürgen war bis Juni 2017 ordentliches Mitglied im Ausschuss für Wirtschaft, Energie, Industrie, Mittelstand und Handwerk, im Unterausschuss Klimaschutzplan, im Unterausschuss „Bergbausicherheit“, im Ausschuss für Bauen, Wohnen, Stadtentwicklung und Verkehr, im Ältestenrat des Landtag Nordrhein-Westfalen und er war ordentliches Mitglied im ständigen Ausschuss gemäß Artikel 40 der Landesverfassung. Er war stellvertretendes Mitglied im Ausschuss für Klimaschutz, Umwelt, Naturschutz, Landwirtschaft und Verbraucherschutz, im Ausschuss für Arbeit, Gesundheit und Soziales und stellvertretendes Mitglied in der Enquetekommission – Zukunft von Handwerk und Mittelstand in Nordrhein-Westfalen gestalten.
Hovenjürgen war von 2009 bis Oktober 2020 Mitglied im Kreistag Recklinghausen, dort Mitglied des CDU-Fraktionsvorstandes. In der Zeit von Dezember 2009 bis 2020 war er Mitglied der Versammlung des Regionalverbandes Ruhr, ab 2014 zudem Vorsitzender der Verbandsversammlung. Mit der konstituierenden Sitzung der neuen RVR-Verbandsversammlung endete sein Vorsitz und seine Mitgliedschaft in der Regionalversammlung am 11. Dezember 2020.
Hovenjürgen ist Mitglied im Landtag Nordrhein-Westfalen, Mitglied im Landesvorstand der CDU Nordrhein-Westfalen und Mitglied des Bezirksvorstandes der CDU Ruhr. Er ist seit dem 23. Juni 2015 Mitglied des Vereins Westfalen-Initiative e. V. und seit dem 26. Oktober 2015 Mitglied des Beirates der Natur- und Umweltschutz-Akademie NRW.
Bei der Landtagswahl in Nordrhein-Westfalen 2017 wurde Hovenjürgen für die CDU im Landtagswahlkreis 72 als Direktkandidat erneut in den Landtag Nordrhein-Westfalen gewählt. Er wurde am 9. Juni 2018 vom 41. Landesparteitag der CDU Nordrhein-Westfalen mit 95,5 Prozent zum Generalsekretär gewählt. Nach dem Neuzuschnitt der Wahlkreise kandidierte er bei der Landtagswahl 2022 für das Direktmandat im Wahlkreis 71 (Recklinghausen III). Er wurde mit 44,5 Prozent der Erststimmen erneut in den Landtag gewählt.
Am 29. Juni 2022 wurde er zum Parlamentarischen Staatssekretär im Ministerium für Heimat, Kommunales, Bau und Digitalisierung  des Landes Nordrhein-Westfalen unter Ministerin Ina Scharrenbach ernannt.
Am 30. November 2024 wurde Josef Hovenjürgen im Rahmen des 33. CDU Kreisparteitages von den Delegierten zum Ehrenvorsitzenden des CDU-Kreisverbandes Recklinghausen gewählt.

## Privates
Hovenjürgen ist verheiratet und hat vier erwachsene Kinder. Er lebt in Haltern.